# Katarzyna Kotarska
Katarzyna Marzena Kotarska – polska doktor habilitowana nauk o kulturze fizycznej, prorektor Uniwersytetu Szczecińskiego.

## Życiorys
Katarzyna Kotarska w 1994 uzyskała dyplom magistra wychowania fizycznego w specjalności nauczycielskiej w Instytucie Kultury Fizycznej na Wydziale Nauk Przyrodniczych Uniwersytetu Szczecińskiego. W 1999 doktoryzowała się z nauk o kulturze fizycznej na Akademii Wychowania Fizycznego w Poznaniu na podstawie rozprawy Biospołeczne uwarunkowania rozwoju fizycznego i sprawności fizycznej dzieci przedszkolnych ze Szczecina i Stargardu Szczecińskiego (promotor – Zbigniew Drozdowski). W 2016 habilitowała się tamże, przedstawiając monotematyczny cykl publikacji naukowych pod wspólnym tytułem Prospektywna ocena aktywności fizycznej, jakości życia, wydolności fizycznej osób po przeszczepie wątroby.
Jej zainteresowania naukowe obejmują problematykę uwarunkowań aktywności fizycznej w różnych grupach społecznych i wiekowych, w tym u osób przewlekle chorych, ocenę poziomu rozwoju oraz rozwoju sprawności fizycznej małych dzieci, prospektywnej oceny aktywności fizycznej, jakości życia i wydolności fizycznej osób po przeszczepie wątroby. Przedstawia aktywność fizyczną jako kluczowy integrujący element zdrowego stylu życia oraz jako czynnik wspomagający profilaktykę zdrowia.
Od 1994 związana zawodowo z macierzystym instytutem, początkowo jako asystentka, a od 1999 jako adiunktka. Pełniła szereg funkcji na uczelni: dyrektorki Instytutu Kultury Fizycznej, kierowniczki Katedry Kinezyprofilaktyki, przez 8 lat prodziekanki ds. studenckich Wydziału Kultury Fizycznej i Promocji Zdrowia. Prorektor US ds. studenckich w kadencji 2020–2024.
W 2018 wyróżniona Laurem Uniwersyteckim w kategorii Uniwersytecki Ambasador.